# Mbalkabra
Mbalkabra est un canton tchadien, de la région du Logone Occidental, département du Lac Wey. Il est peuplé de Ngambayes,, ethnie majoritaire du pays et compte 41 178 habitants en 2009.